# Amphithemis (Sohn des Apollon)
Amphithemis (altgriechisch Ἀμφίθεμις; auch Garamas genannt) ist eine Gestalt der griechischen Mythologie.
Amphithemis war ein Sohn des Apollon und dessen zeitweiliger Geliebter Akakallis. Diese war eine Tochter des Königs Minos von Kreta, der Akakallis nach Libyen verbannte, als er ihre Schwangerschaft mit Amphithemis feststellte. Daher kam Amphithemis in Libyen zur Welt. Nachdem er erwachsen geworden war, vermählte er sich mit Tritonis, der Nymphe des Tritonsees. Aus dieser Beziehung gingen zwei Söhne, Nasamon und Kaphauros, hervor. Unter dem Namen Garamas war Amphithemis wahrscheinlich der Eponym des libyschen Stammes der Garamanten. Sein Sohn Kaphauros tötete den Argonauten Kanthos durch einen Steinwurf, weil dieser Kaphauros’ Schafherden plündern wollte.